# Williams FW36
La Williams FW36 è un'automobile monoposto sportiva di Formula 1, costruita dalla Williams per partecipare al Campionato mondiale di Formula 1 2014.

## Tecnica

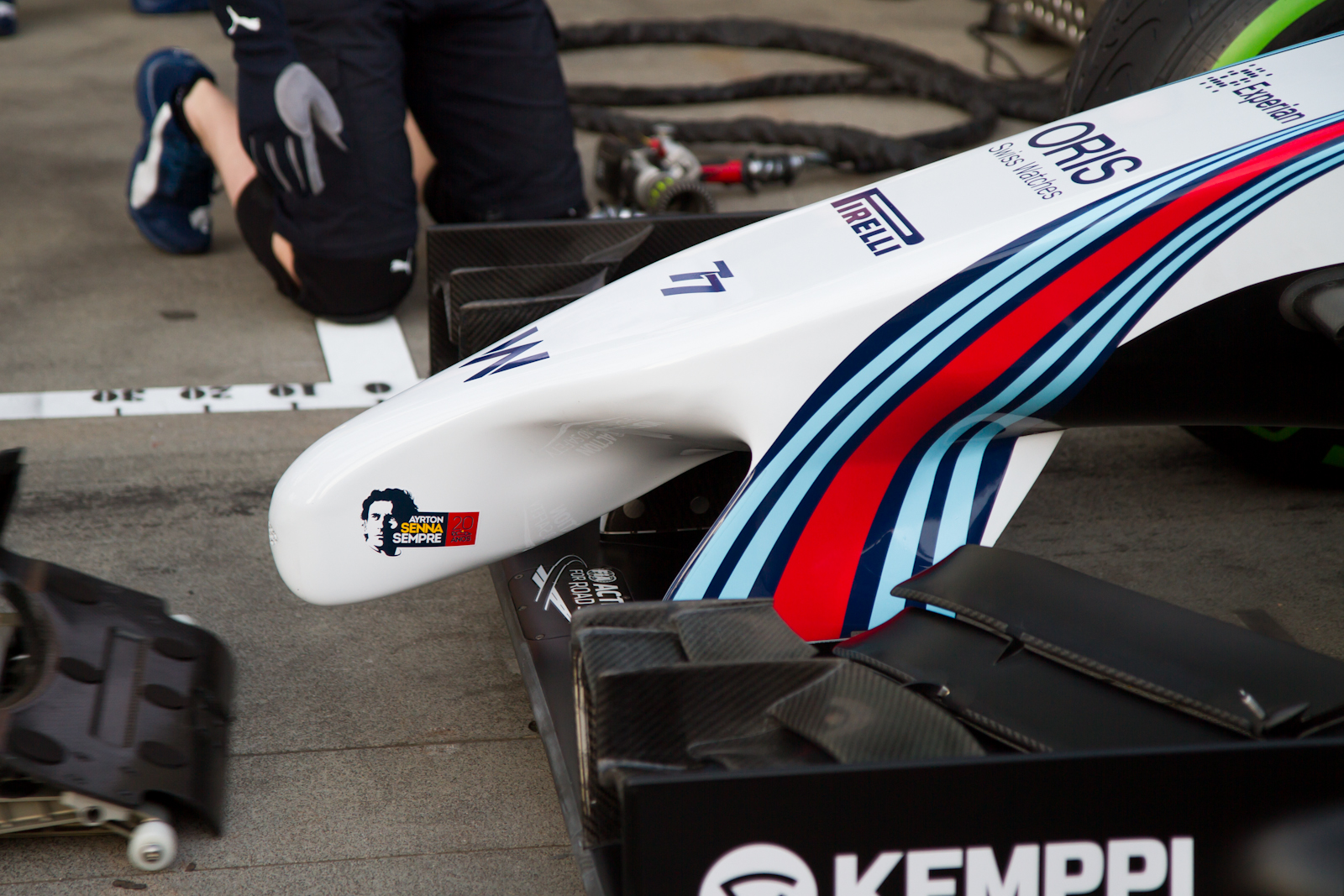
Primo piano del musetto della FW36

Dopo due stagioni con Renault come motorista la Williams si accordò con Mercedes per la fornitura delle nuove unità ibride in uso a partire dal 2014.
Il profilo della vettura si mostrava in linea con i nuovi regolamenti della stagione 2014, presentando un frontale appuntito in cui non era presente lo scalino aerodinamico. Per il raffreddamento del propulsore Mercedes furono adottate delle pance laterali ampie con delle appendici aerodinamiche poste al loro ingresso per meglio convogliare l'aria. Alle spalle dell'airbox era presente una pinna di piccole dimensioni, al di sotto della quale vi era il sistema di scarico, composto come da regolamento da un unico terminale.

## Livrea e sponsor
Durante i test invernali la vettura girò in pista con una livrea provvisoria blu scuro, ancora priva di uno sponsor principale. A una settimana dall'inizio della stagione 2014, a seguito dell'accordo siglato con la Martini & Rossi, la monoposto assunse la livrea bianca con fascia rosso-blu-azzurra della Martini Racing, riportando così nel circus della F1, e a 12 anni dall'ultima apparizione in un campionato motoristico, questi storici colori.
Gli altri sponsor per la stagione sono Randstad, Petrobras, Experian, Genworth, Banco do Brasil, Oris, Wihuri e Kemppi.
Sulla FW36 l'usuale adesivo con la doppia «S» di Senna viene sostituito da un logo celebrativo formato dal volto del pilota brasiliano e dalla scritta, in portoghese, «AYRTON SENNA SEMPRE | 20 ANOS», in memoria del ventesimo anniversario della sua morte.

## Stagione
La vettura fu presentata il 28 gennaio 2014 presso il circuito di Jerez de la Frontera, in Spagna.
La stagione iniziò positivamente per la scuderia inglese, che nelle prime gare fu costantemente in grado di piazzare i propri piloti nelle prime posizioni. La FW36 si dimostrò un netto progresso rispetto alla monoposto che l'aveva preceduta, anche grazie alla motorizzazione Mercedes, riuscendo a figurare tra le migliori monoposto del lotto.
Nei primi cinque Gran Premi del campionato Bottas riuscì sempre a piazzarsi a punti, ottenendo due quinti posti come migliori risultati. Massa, invece, fu costretto al ritiro nel Gran Premio inaugurale dopo essere stato tamponato poco dopo la partenza, conquistando poi due settimi posti in Malesia e in Bahrein. In Cina il pilota brasiliano fu invece rallentato da un problema al cambio gomme, che gli impedì di lottare per la zona punti.
In Canada la vettura mise in mostra una buona competitività, tanto che Bottas e Massa si qualificarono rispettivamente in quarta e quinta posizione. In gara, però, il pilota brasiliano si ritirò per incidente al penultimo giro, mentre contendeva la quarta posizione a Sergio Pérez, mentre Bottas fu rallentato da problemi tecnici e dovette accontentarsi del settimo posto. Massa riuscì comunque a segnare il giro più veloce in gara, risultando inoltre il primo pilota non alla guida di una Mercedes a completare dei giri in testa al gruppo.
Nel Gran Premio d'Austria entrambe le vetture mostrarono sin dalle prove libere di poter lottare per le prime posizioni, seconde solo alle Mercedes. Massa e Bottas conquistarono la prima e la seconda posizione sulla griglia di partenza, risultato che mancava alla scuderia inglese dal Gran Premio di Germania 2003. In gara le Mercedes ebbero la meglio, con Bottas che chiuse al terzo posto davanti al compagno di squadra, riportando il team sul podio per la prima volta dal GP di Spagna 2012, gara a cui risaliva anche l'ultima pole position. Nei Gran Premi successivi il pilota finlandese ottenne altri tre podi, conquistando due secondi e un terzo posto. Massa faticò di più, dovendosi ritirare per incidente a Silverstone e a Hockenheim.
Il pilota brasiliano si rifece a Monza, dove conquistò il primo podio stagionale davanti al compagno di squadra. Nelle gare seguenti la Williams consolidò la posizione di terza forza nel mondiale, allargando il vantaggio sulla Ferrari. Bottas e Massa colsero un ulteriore podio a testa, giungendo terzi al traguardo rispettivamente nel Gran Premio di Russia e nel Gran Premio del Brasile.
Nel conclusivo Gran Premio di Abu Dhabi il brasiliano e il finlandese tagliarono il traguardo in seconda e terza posizione, cogliendo il primo doppio arrivo a podio per la Williams dal Gran Premio di Monaco 2005. La Williams chiuse il campionato in 3ª posizione con un bottino complessivo di 320 punti, ottenendo il miglior risultato dal 2003. Il team di Grove inoltre riuscì a classificarsi davanti alla Ferrari per la prima volta dal 1997.

## Piloti
| Piloti ufficiali       | Piloti ufficiali | Piloti ufficiali |
| Nazione                | Nome             | Numero           |
| ---------------------- | ---------------- | ---------------- |
| Brasile (bandiera)     | Felipe Massa     | 19               |
| Finlandia (bandiera)   | Valtteri Bottas  | 77               |
| Collaudatori           |                  |                  |
| Nazione                | Nome             | Numero           |
| Brasile (bandiera)     | Felipe Nasr      | 40               |
| Regno Unito (bandiera) | Susie Wolff      | 41               |

## Risultati F1
| Anno | Team        | Motore                    | Gomme | Piloti |     |   |    |    |    |     |    |   |     |     |   |    |   |    |   |    |    |    |   | Punti | Pos. |
| ---- | ----------- | ------------------------- | ----- | ------ | --- | - | -- | -- | -- | --- | -- | - | --- | --- | - | -- | - | -- | - | -- | -- | -- | - | ----- | ---- |
| 2014 | Williams F1 | Mercedes PU106A Hybrid V6 | P     | Massa  | Rit | 7 | 7  | 15 | 13 | 7   | 12 | 4 | Rit | Rit | 5 | 13 | 3 | 5  | 7 | 11 | 4  | 3  | 2 | 320   | 3º   |
| 2014 | Williams F1 | Mercedes PU106A Hybrid V6 | P     | Bottas | 5   | 8 | 8  | 7  | 5  | Rit | 7  | 3 | 2   | 2   | 8 | 3  | 4 | 11 | 6 | 3  | 5  | 10 | 3 | 320   | 3º   |
| 2014 | Williams F1 | Mercedes PU106A Hybrid V6 | P     | Nasr   |     |   | SP | SP | SP |     |    |   |     |     |   |    |   |    |   |    | SP | SP |   | 320   | 3º   |
| 2014 | Williams F1 | Mercedes PU106A Hybrid V6 | P     | Wolff  |     |   |    |    |    |     |    |   | SP  | SP  |   |    |   |    |   |    |    |    |   | 320   | 3º   |

| Legenda | 1º posto     | 2º posto | 3º posto    | A punti         | Senza punti/Non class.  | Grassetto – Pole position Corsivo – Giro più veloce |
| Legenda | Squalificato | Ritirato | Non partito | Non qualificato | Solo prove/Terzo pilota | Grassetto – Pole position Corsivo – Giro più veloce |